# Jürgen Kreuzhage
Jürgen Kreuzhage (* 19. August 1936 in Berlin) ist ein ehemaliger deutscher Verleger. Er war unter anderem Verlagsleiter bei Econ und Goldmann, zudem unter anderem Vorsitzender des Verlegerausschusses im Börsenverein des Deutschen Buchhandels und Präsident der Gruppe der Buchverleger in der Europäischen Gemeinschaft.

## Leben
Jürgen Kreuzhage wurde 1936 als Sohn des Verlegers Eduard Günther Kreuzhage in Berlin geboren. Nach seiner Schulzeit fuhr er ein Jahr lang als Schiffsjunge auf einem Handelsdampfer. Von 1957 bis 1958 machte er eine Lehre als Verlagsbuchhändler beim in Weinheim nach der Ausbombung in Berlin neu aufgebauten väterlichen Verlag Chemie. 1959 arbeitete er als Volontär zunächst in der J. F. Lehmann’schen Buchhandlung in München sowie beim R. Oldenbourg Verlag, um danach von 1960 bis 1961 ebenfalls ein Volontariat bei der New Yorker Academic Press zu absolvieren.
Nach seiner Rückkehr aus den USA unterstützte Kreuzhage ab 1962 seinen Vater im Verlag Chemie. Er stieg erst zum Abteilungsleiter und dann 1967 zum Geschäftsführer auf, doch wurde ihm vom Vater ein Wissenschaftler für das Programm und der langjährige Finanz- und Personalchef für diesen Zuständigkeitsbereich gleichberechtigt an die Seite gestellt. Jürgen Kreuzhage war innerhalb des Triumvirats für die verlegerisch-administrative Arbeit zuständig. Unter seiner Mitwirkung entwickelte sich das Weinheimer Unternehmen zu einem großen Fachverlag für wissenschaftliche Bücher und zahlreiche Fachzeitschriften. 1972 übernahm er zusätzlich die Leitung des Physik Verlages. Ein Gespür für Kosteneffizienz bewies er, indem er Neuauflagen von Standardwerken anderer Verlage herausgab. Nachdem Kreuzhage die Gründung einer USA-Niederlassung betrieben hatte, gelang ihm 1978 ein großer Geschäftserfolg mit der Zeitschriften-Gründung Spektrum der Wissenschaft, einem deutschsprachigen Ableger des Scientific American. Zur selben Zeit gelang ihm auch außerhalb seines Betriebes ein nachhaltiger Durchbruch, er war nämlich an der 1978 in Kraft getretenen Fusion der VG Wissenschaft mit der VG Wort maßgeblich beteiligt. Dank seiner Auslandskontakte steigerte er bis 1980 die Bedeutung des Verlages durch Zweigniederlassungen in Basel und New York auch international.
Nebenbei engagierte er sich ehrenamtlich im Börsenverein des Deutschen Buchhandels. 1966 begann er im Steuer- und Verlegerausschuss, bald darauf beteiligte er sich an den Aufgaben des Ausschusses für den innerdeutschen Handel und wurde dessen Vorsitzender. Teilweise parallel dazu war er Mitglied (1970–1980) und Vorsitzender (1973–1976) des Verlegerausschusses und führte auch im Ausschuss Neue Medien zwischen 1970 und 1982 den Vorsitz. Ab 1972 saß er im Aufsichtsrat der Ausstellungs- und Messe-GmbH in Frankfurt am Main und wurde für die Amtsperiode 1979 bis 1982 deren Vorsitzender. Zudem war er Delegierter des Börsenvereins in der Internationalen Verleger-Union und Mitglied des Exekutiv-Komitees. Er fungierte Ende der 1970er/Anfang der 1980er Jahre als Präsident der Groupe des Éditeurs de Livres de la Communauté Européenne (GELC; Gruppe der Buchverleger in der Europäischen Gemeinschaft), in der sich 1967 die Verlegerverbände der einzelnen EG-Staaten zu einer Interessenvertretung zusammengeschlossen hatten, die in Fragen des Urheber-, Verlags- und Wettbewerbsrechts den EG-Behörden fachkundig und schlagkräftig gegenübertreten konnte.
Mit nominellem Beginn 1. Januar 1981 wechselte Kreuzhage zur Bertelsmann AG nach München, wo er zum Geschäftsführer und Mitglied der Geschäftsleitung ernannt wurde, wobei er ausschließlich dem Vorstandsmitglied Ulrich Wechsler unterstellt war. Als Leiter der „strategischen Geschäftseinheit Buch“ gehörte zu seinem Aufgabenbereich der Aufbau eines neuen Verlagsbereiches für Informationsmedien in Form von Büchern, Zeitschriften und Non-Books. Der Blick sollte auf das Ausland gerichtet sein, insbesondere in Richtung USA, wo man im Bereich „Neue Medien“ viel weiter fortgeschritten war. Innovationen sollten auf Deutschland übertragen, aber auch direkte Verlagsaufkäufe getätigt, das heißt die Etablierung auf dem amerikanischen Markt selbst angestrebt werden. Dazu sollte er sich dort einen Mitarbeiterstab aufbauen und über allen Geschäftsführern und somit über dem Firmengeflecht stehen. 1984 bestellte der Vorstand der Bertelsmann AG Kreuzhage zunächst zum gleichberechtigten und nach der Kündigung seines Vorgängers Gert Frederking zum alleinigen Geschäftsführer des Goldmann Verlages, dessen Konsolidierung er vorantrieb, indem er zunächst die Taschenbuch-Sparte in die Erfolgsspur führte und ab 1987 zum Bereichsleiter für die Belletristik- und Sachbuch-Abteilung befördert wurde, womit er für fünf größere Verlagsprogramme verantwortlich zeichnete. Doch schon gegen Ende 1987 kündigte Kreuzhage seine Stelle bei Bertelsmann, weil er die zeitgleiche Berufung von Jürgen Kolbe, vormals Münchener Kulturdezernent, in den Bereichsvorstand für inakzeptabel hielt. Einstweilen zog er sich zusammen mit seiner neuen Lebensgefährtin, der Übersetzerin Irène Kuhn, nach Frankreich zurück, dann, im Frühjahr 1989, gab er dem Werben von Robert Maxwell nach und wirkte für dessen britische Mediengruppe bis zum Spätsommer 1991 als Geschäftsführer, unter anderem für das Berliner Druckhaus Friedrichshain. Nach einer weiteren schöpferischen Pause inklusive Hochzeit in der Provence 1992 bekam Kreuzhage das Angebot, als Verlagschef bei Econ in Düsseldorf einzusteigen. Im Juni 1994 trat er diese Stelle an. Als Econ-Verlagschef nutzte Kreuzhage eine Klage, um sämtliche noch vorhandenen Exemplare der Erstausgabe des Buches Feuer in die Herzen von Jutta Ditfurth, in dem die Autorin für eine ökologische linke Opposition plädierte und das 1994 in einer aktualisierten und stark erweiterten Neuausgabe als Econ-Taschenbuch erschien, einstampfen zu lassen. 1997, vor der Fusion des Econ Verlages mit dem List Verlag, verließ Kreuhage das Unternehmen, um seitdem als Pensionär mit seiner Ehefrau in der Provence zu leben.

## Über Jürgen Kreuzhages Stellenantritt bei Bertelsmann
„Damit sicherte sich die Bertelsmann-Gruppe einen der namhaftesten und kenntnisreichsten deutschen Fachverleger, einen, der sich darüber hinaus nicht nur große Verdienste um den Verlag Chemie und dessen Aufbau erworben hat, sondern über langjährige Auslandserfahrungen und Kontakte verfügt.“

## Auszeichnungen
- Goldene Nadel des Börsenvereins für den deutschen Buchhandel